# Буйницкий, Борис Андреевич
Борис Андреевич Буйни́цкий (1928—1999) — советский учёный в области атомной энергии, доктор технических наук, профессор.

## Биография
Родился 26 марта 1928 года в Архангельске.
В 1951 году окончил Московский энергетический институт по специальности ядерные энергетические установки.
По окончании вуза работал в ИАЭ имени И. В. Курчатова (КИАЭ, ныне РНЦ «Курчатовский институт»), где прошёл ступени от старшего лаборанта до начальника отдела. Производственные и научные интересы: ядерные энергетические установки для морских объектов различного назначения, конверсия морских специальных ядерных энергоустановок. Читал цикл лекций в ЛПИ имени М. И. Калинина по физике реакторов 27/ВМ.
Автор более 200 научных трудов, многих авторских свидетельств и патентов.
Умер в 1999 году.

## Награды и премии
- Сталинская премия третьей степени (1953) — за расчётные и экспериментальные работы по созданию реакторов для производства трития
- Государственная премия СССР
- орден Ленина
- орден Трудового Красного Знамени
- орден «Знак Почёта»
- медали
- заслуженный деятель науки РФ[3].